# 遠州鉄道クハ61形電車
遠州鉄道クハ61形電車（えんしゅうてつどうクハ61がたでんしゃ）は、かつて遠州鉄道鉄道線に在籍した通勤形電車である。

## 概要
本形式は、同形の制御車の新製が予定されていたものの、諸般の事情から製造が中止となった片運転台形の制御電動車モハ15形の編成相手として、1955年（昭和30年）10月にナニワ工機で新製されたものである。廃車後、機器類は30形クハ79に流用されている。なお、後に製造された30形の中にもモハ51-クハ61の編成があり、こちらのクハ61は実質二代目といえる。

## 仕様

### 車体
全長15,830mmの全鋼製片運転台車で、全鋼製構造の採用は遠州鉄道では本形式が初であった。窓配置はd2D6D2（d：乗務員扉, D：客用扉）で、片開客用扉を片側2箇所備える。側窓下部にのみウィンドウシルを有し、側窓は上段固定下段上昇式で、上段をHゴム固定としたいわゆるバス窓を採用した。客用扉はこちらも遠州鉄道では初採用となる鋼製扉で、扉窓はHゴムによる支持固定方式である。車体塗装は当初は濃茶色一色塗りであった。
前面形状は当時大流行した湘南型の亜流ともいうべきデザインが採用された。本形式では後退角を浅めに取り、前面の2枚の窓は横方向の寸法を狭く取った正方形に近い形状のものを取り付けたことから、車体幅が2,550mmと比較的狭幅であることも相まって面長な印象を与えるものであった。また、前面左右窓上には通風口が設置され、デザイン上のアクセントとなっていた。
運転室構造は半室形で、車内側から見て左半分の運転台スペースは壁とガラスによって仕切られ、右半分はパイプによって仕切られた構造となっている。運転台には当初から速度計が装備され、車内放送装置も搭載した。なお、車内照明はモハ15形に引き続き蛍光灯を採用している。
その他、ベンチレーターはガーランド型を採用し、屋根上左右にそれぞれ6個、計12個が二列配置された。

### 主要機器
制動装置はM三動弁を使用したACM自動空気ブレーキで、車体側に装架されたブレーキシリンダーにより前後台車のブレーキを動作させる古典的なブレーキワークが採用された。
台車は鉄道省制式台車の釣り合い梁式TR11を装備する。